# Robert von Zangen
Karl Christian Robert von Zangen (* 26. September 1827 in Worms; † 18. Februar 1892 in Darmstadt) war ein preußischer Generalmajor und langjähriger persönlicher Adjutant des Prinzen Wilhelm von Hessen und bei Rhein.

## Leben

### Herkunft
Robert von Zangen war ein Sohn des Großherzoglich Hessischen Majors Ludwig von Zangen (1796–1879) und dessen Ehefrau Henriette, geborene Klötzer (1801–1876). Er hatte noch vier Geschwister, darunter der Jurist und Geheime Regierungsrat Gustav von Zangen (1839–1912).

### Militärkarriere
Am 2. September 1843 trat Zangen in das 3. Infanterie-Regiment (Leib-Regiment) der Großherzoglich Hessischen Armee ein. Dort avancierte er Ende Februar 1847 zum Leutnant, rückte Anfang Juli 1855 zum Oberleutnant auf und war ab dem 25. Oktober 1855 als Erzieher des Prinzen Wilhelm von Hessen und bei Rhein kommandiert. Ab diesem Zeitpunkt war er seinem Regiment aggregiert und stand nicht mehr auf dem Etat des Verbandes. Am 18. Oktober 1861 erhielt Zangen den Charakter als Hauptmann. Er diente dem Prinzen bis zu seinem Lebensende als Gouverneur, militärischer Begleiter und schließlich als dessen persönlicher Adjutant.
Am 25. September 1866 wurde er zum Kammerherrn ernannt. Durch die Militärkonvention trat Zangen unter Belassung in seiner Stellung als persönlicher Adjutant des Prinzen Wilhelm mit einem Patent vom 2. Dezember 1868 als Major zum 1. Januar 1872 in den Verband der Preußischen Armee über. Dort rückte er weiter auf und erhielt am 7. Dezember 1889 den Charakter als Generalmajor.

### Familie
Zangen verheiratete sich am 20. August 1866 in Darmstadt mit Helene Freiin von Roeder (1836–1908), Tochter des württembergischen Oberjustizrates Friedrich Freiherr von Roeder. Aus der Ehe gingen die drei Söhne Wilhelm (* 1867), Reinhard (1870–1914) und Otto (* 1872) hervor, die alle als Offiziere in der Preußischen Armee dienten.